# Claudio Botta
Claudio Botta (Manerbio, 5 maggio 1891 – Milano, 8 settembre 1958) è stato uno scultore e pittore italiano.

## Biografia
Figlio di Battista Botta e Maria Martinelli, dai 10 ai 14 anni lavora come garzone in una salumeria, mentre dai 14 ai 18 raggiunge il padre emigrato a New York dove tenta diversi mestieri senza impararne, come egli stesso avrebbe confessato, nemmeno uno. Nel 1909 torna in Italia e si stabilisce a Brescia, di giorno lavorando alla stazione della Piccola Velocità e di sera studiando disegno e scultura da autodidatta. Dopo alcuni anni riesce a entrare nella bottega dello scultore Achille Regosa, dedicandosi con maggiore continuità all'arte ma vivendo "di bolletta, passione e sacrificio". Si trasferisce poi a Milano per qualche anno, dove vive come bohèmien vendendo le proprie statuette per strada.
Tornato a Brescia, si dedica completamente allo studio dell'arte sotto la protezione dello scultore Domenico Ghidoni. La prima opera di questo periodo è il Piccolo Belgio, al quale seguono la Bimba dormiente e i busti dei vescovi Giacomo Maria Corna Pellegrini Spandre e Giacinto Gaggia. Terminata la prima guerra mondiale, vince il concorso per la realizzazione del busto di Cesare Battisti da posizionare ai piedi del Castello di Brescia, concorso poi annullato, ripetuto e vinto nuovamente da lui. Riceve il primo premio come opera migliore alla mostra del Sindacato a Brescia, il secondo premio nel concorso nazionale per il monumento a Guglielmo Oberdan e nel concorso per il monumento a Edmondo De Amicis di Imperia, quinto al concorso per il Redentore di Bienno. Vince invece il primo premio all'Esposizione Universale di Bruxelles con l'opera Maternità.
Tra le numerose esposizioni delle sue opere si ricordano quelle alla Biennale di Venezia, alla Triennale di Milano, Torino, Firenze, Roma e a Fiume. Secondo la critica Bianca Spataro, il Botta "si mantenne per tutta la vita fedele al suo ideale di verità semplice e umana, senza lasciarsi attirare dalle forme più avanzate e polemiche dell'arte contemporanea" anche se non manca nella sua opera il gusto per il simbolismo.
Claudio Botta è stato anche pittore "ricco di personalità, di approfondito esame sia nelle visioni cittadine, sia nei ritratti dal largo e riassuntivo tratto".
A Claudio Botta è dedicata una via di Brescia.

## Opere
- San Giovanni Battista, bronzo, Brescia, Duomo nuovo
- Evangelisti, Brescia, collegiata dei Santi Nazaro e Celso
- Fonte battesimale, Brescia, chiesa dei Santi Faustino e Giovita
- Buon Pastore e Pietà, Milano, Cimitero Monumentale
- Sepolcro della famiglia Santagostino, Caglio, cimitero
- Busto di Giovanni Segantini, Caglio, Villa Santagostino
- Abate Cremonesini, Pontevico, cappella dell'Istituto Frenasteniche
- San Giorgio, San Sebastiano, Via Crucis e altre statue, Lumezzane San Sebastiano, chiesa parrocchiale
- Figure decorative, Brescia, Palazzo Unione Industriale
- La Famiglia, Accordi, Brescia, Villa Ferrari
- L'industria, Brescia, Villaggio Ferrari
- Beata Stefania Quinzani, Quinzano d'Oglio, chiesa parrocchiale
- Candelabri e altri bronzi, Brescia, Chiesa del Santissimo Sacramento delle Ancelle della Carità[2]
- Statue dell'altare maggiore, Clusane d'Iseo, chiesa parrocchiale di Cristo Re
- La Riconoscenza, bronzo, Castenedolo, Brescia